# Марк Петелій Лібон
Марк Петелій Лібон (лат. Marcus Poetelius Libo; 350 до н. е. — 300 до н. е.) — політичний, державний та військовий діяч Римської республіки, консул 314 року до н. е.

## Життєпис
Походив з плебейського роду Петеліїв. У 314 році до н. е.. його обрано консулом разом з Гаєм Сульпіція Лонгом. Прийнявши військо під Сорой, консули розпустили більшу частину ветеранів і набрали новобранців. Завдяки перебіжчикам Марк Петелій і Гай Сульпіцій взяли Сору й три міста авзонів.
У тому ж році консули дали бій самнітам неподалік Кавдії з метою захоплення Капуї. У цьому бою Марк Петелій, який командував лівим флангом, посилив перші ряди резервними військами, завдяки чому римляни в першій же атаці потіснили ворога. Кіннота довершила розгром самнітів на цьому фланзі. Здобувши блискучу перемогу, консули рушили до Бовіану, який тримали в облозі всю зиму, поки не передали війська диктатору Гаю Петелію Лібону Візолу. Останній у 313 році призначив Марка Петелія своїм заступником — начальником кінноти. Того ж року він завдав поразки самнітам біля Малевентума.